# Diakonissen-Mutterhaus Breslau-Lehmgruben
Das Diakonissen-Mutterhaus Breslau-Lehmgruben ist eine ehemalige diakonische Einrichtung der Lehmgrubener Diakonissen in Marktheidenfeld, mit Ursprung in Breslau. Die Einrichtung wurde 1988 von der Rummelsberger Diakonie übernommen.

## Geschichte
Das Mutterhaus wurde 1899 in Breslau gegründet und nach dem Breslauer Vorort Lehmgruben benannt. Vorausgegangen war die Gründung des ersten evangelischen Kindergartens 1869 durch Gräfin Wally Poninska, Tochter des Regierungspräsidenten von Breslau, und in Folge die Entstehung einer Ausbildungsstätte für Kindergärtnerinnen. Bis 1933 wuchs die Gemeinschaft auf 450 Schwestern an, u. a. betrieb man ein eigenes Krankenhaus.
In der NS-Zeit durften das Mutterhaus keine neuen Schwestern mehr aufnehmen und die Ausbildungsstätten mussten schließen.
Ab Kriegsende 1945 wurden die Lehmgrubener Diakonissen aus Schlesien vertrieben. Sie fanden ein neues Zuhause im Kloster Triefenstein bei Lengfurt, das dem Fürsten Löwenstein-Wertheim-Freudenberg gehörte. Die Schwestern betrieben dort ein Heim für Vertriebene. Weitere Schwestern wurden in Bayern, Hessen und Baden-Württemberg in der Krankenpflege und der Kinderbetreuung eingesetzt, z. B. in Kleinheubach am Main. Unter Oberin Liesbeth Zeuner erwarb die Schwesternschaft ein Gelände in Marktheidenfeld und errichtete 1950/51 erst das Haus „Gottestreue“ und dann ihr neues Mutterhaus mit Seniorenzentrum. 1966 wurde die Johannes-Kapelle und ein Einkehrhaus eingeweiht.
Eine prägende Figur war der Theologe Rudolf Irmler (1907–1999), der 1963 sein Amt als Rektor des Diakonissen-Mutterhauses antrat. Unter seiner Leitung wurde die Anlage umgebaut und zu einem geistlichen Zentrum für die Region entwickelt. 1966 wurde die Johannes-Kapelle und ein Einkehrhaus eingeweiht.
Aufgrund von mangelndem Nachwuchs und dem Altern der Schwesternschaft konnte die Schwesternschaft immer weniger diakonische Arbeit verrichten. 1981 übernahm die Rummelsberger Diakonie die Geschäftsführung und die Einrichtung wurde in das „Alten- und Pflegeheim Haus Lehmgruben“ umgewandelt (Heute: „Diakonisches Seniorenzentrum Haus Lehmgruben“). 1988 übernahm die Rummelsberger Diakonie die Einrichtung vollständig.
Die letzte Schwester des Lehmgrubener Diakonissen-Mutterhauses, Oberin Gertrud Hampel, starb am 25. Februar 2018 im Alter von 92 Jahren in Marktheidenfeld.

## Oberinnen des Diakonissen-Mutterhauses
- Margarete Ziegler (Amtszeit: 1934–1949)
- Liesbeth Zeuner (Amtszeit: 1949–1967)
- Luise Deutschmann (Amtszeit: 1967–1985)
- Gertrud Hampel (Amtszeit: 1985–2018)